# Люинь, Оноре Теодорик д’Альбер
Оноре́ Теодори́к д’Альбе́р, герцог де Люи́н, де Шеврёз и де Шон (Honoré Théodoric Paul d’Albert, duc de Luynes, de Chevreuse et de Chaulnes; 1802—1867) — французский путешественник, коллекционер и антиквар.

## Жизнь
Прямой потомок первого герцога Люина, унаследовал крупное состояние своих предков. В юности в сопровождении своего кузена Монморанси совершил гран-тур по Италии, в ходе которого организовал раскопки древнего Метапонта. В 28 лет был избран в состав Академии надписей. Почетный член Петербургской академии c 22.12.1856.
Во время Июльской монархии отказался, в качестве легитимиста, занять место в палате пэров; был членом собраний учредительного и законодательного. Во время переворота 2 декабря был арестован в числе депутатов, собравшихся в мэрии Х округа для протеста против роспуска собрания, но вскоре был отпущен на свободу. С тех пор не принимал более участия в общественной жизни.
Поклонник академизма в живописи, изучал, кроме того, металлургию и химию. Пытался раскрыть секрет булатной стали, собирал восточное оружие. В 1864 г. совершил для археологических изысканий путешествие на Ближний Восток, одним из первых европейцев посетил Петру.
В 1840-е гг. герцог предпринял перестройку родового поместья Дампьер, для украшения которого заказал Энгру парные фрески «Золотой век» и «Железный век» (не были исполнены). Собирал античные монеты, медальоны, камеи и вазы. В 1854 г. на него было возложено руководство составлением каталога Национальной библиотеки.
Свою коллекцию древностей завещал Кабинету монет. От него происходят все последующие Альберы.
В 1856 году стал организатором и спонсором международного конкурса на изобретение наиболее удобной технологии тиражирования фотографий полиграфическими методами с призовым фондом 10 000 франков.

## Труды
- «Métaponte» (П., 1883),
- «Études numismatiques» (П., 1835),
- «Commentaire historique et chronologique sur les éphémérides de Matteo de Giovenazzo» (П., 1838),
- «Choix de médailles grecques» (П.,1840),
- «Description de quelques vases peints» (1840);
- «Essai sur la numismatique des satrapies» (1846),
- «Notice sur les fouilles exécutées à la Butte-Ronde, près de Dompierre» (1867),
- «Notice sur les fouilles exécutées à la chapelle Saint-Michel Valbonne».